# Szevasztopoli-öböl
A Szevasztopoli-öböl (ukránul Севастопольська бухта, oroszul Севастопольская бухта [Szevasztopolszkaja buhta]) fekete-tengeri öböl Ukrajnában, a Krím félsziget déli részén. Az öböl északi és déli partján terül el Szevasztopol, de a város központi része a déli parton található. A szűk, kelet-nyugati irányban elnyúló öböl kelet része a tengerre nyitott, a nyugati, szűkölő része a Csorna folyó torkolatát képezi. A folyótorkolatnál fekszik Inkerman város. A partvidéket több kisebb öböl tagolja, melyek közül a legnagyobb a Déli-öböl. Az öböl tengeri bejáratát az északi és a déli móló védi.
A szárazföldbe 8 km mélyen benyúló védett öböl előnyös körülményeket biztosított a tengeri kikötők létesítésére, így ott jöttek létre a Krím legfontosabb kereskedelmi és katonai kikötői. A Szevasztopoli-öböl a fő bázisa az orosz Fekete-tengeri Flottának.

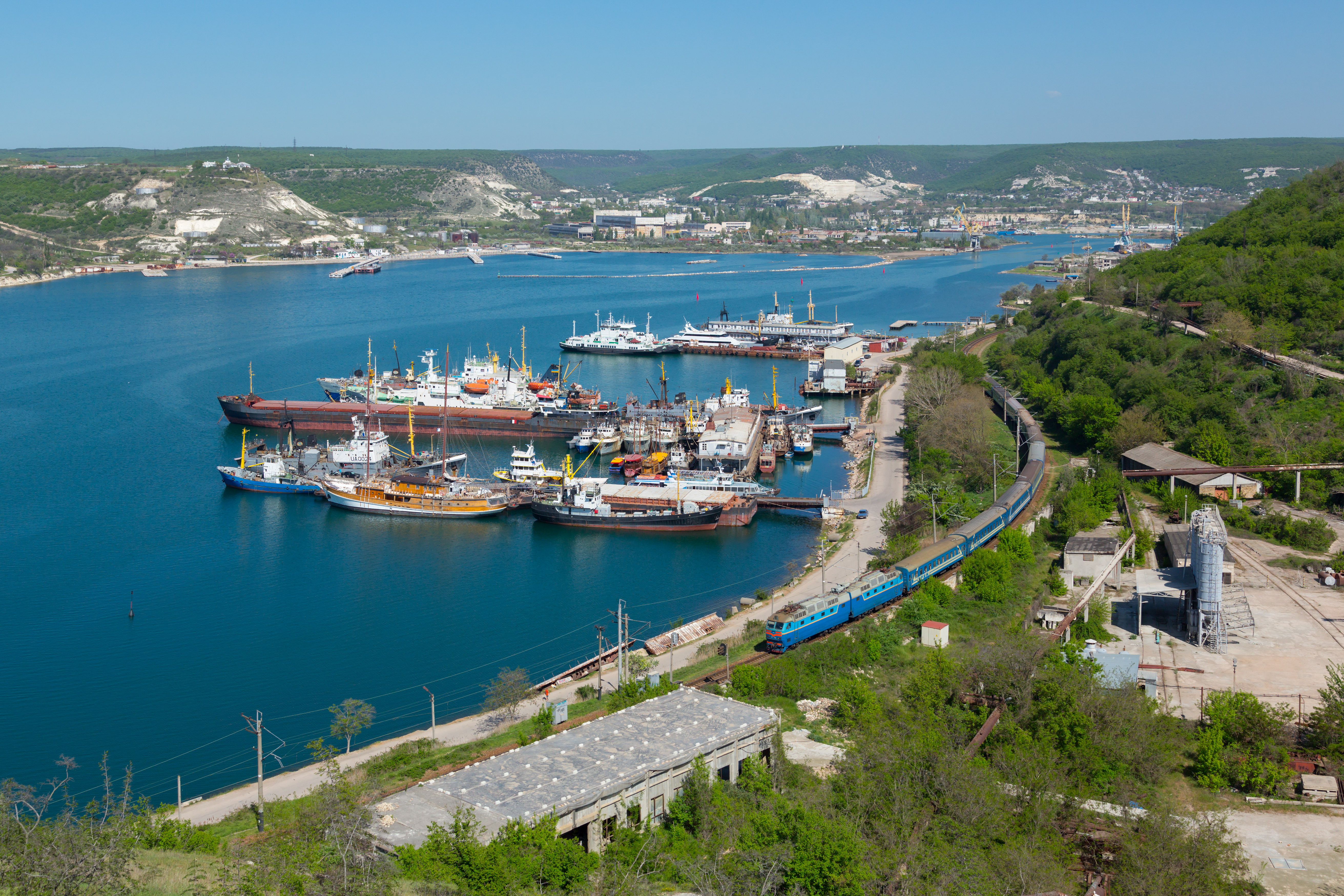
Az Inkermani-öböl látképe, a Szevasztopoli-öböl vége, a Csorna folyó torkolata
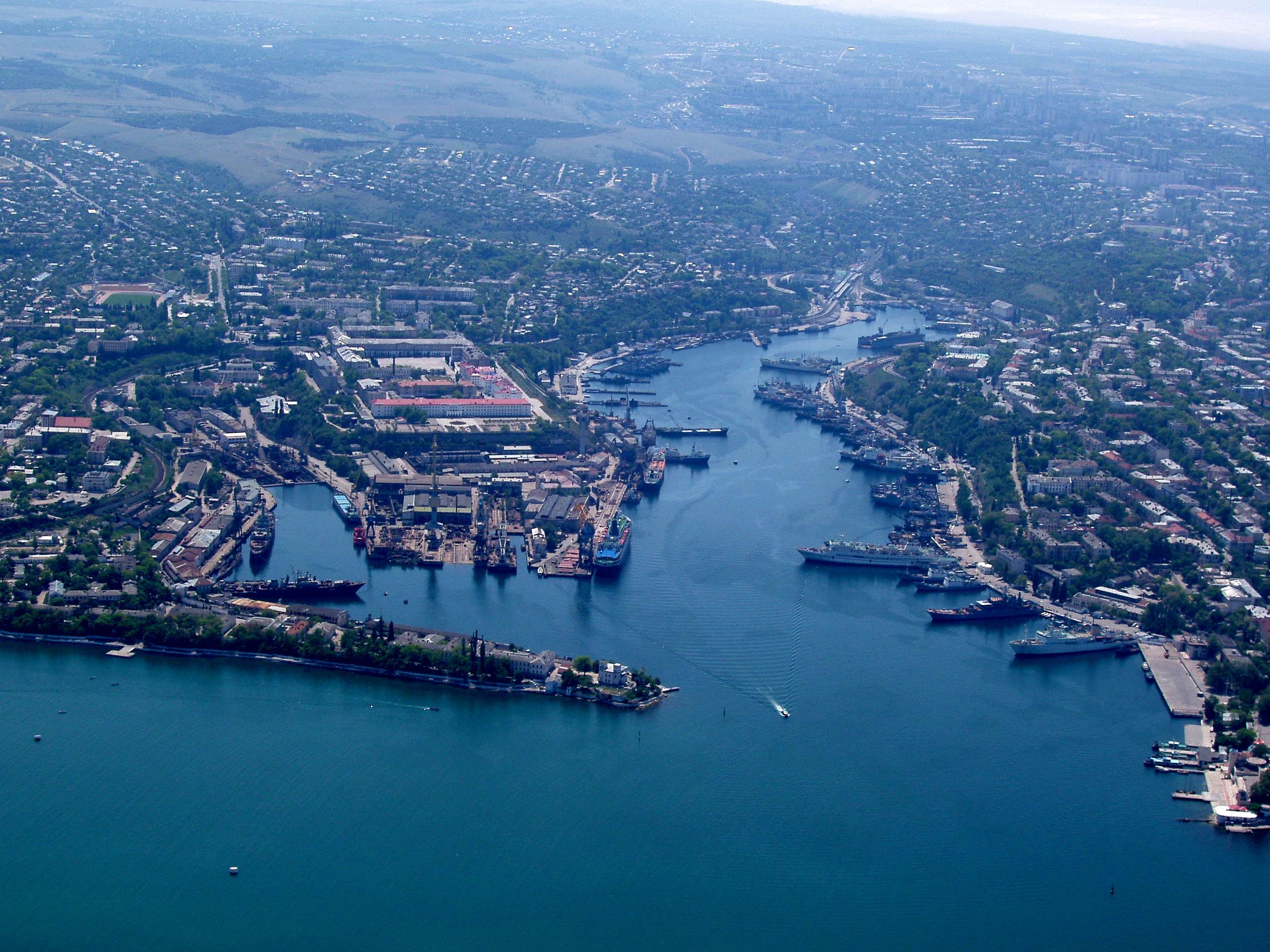
A Déli-öböl nevű déli oldalág